# Улица Филиппа Морачевского (Чернигов)
Улица Филиппа Морачевского (укр. Вулиця Пилипа Морачевського) — улица в Новозаводском районе города Чернигова, исторически сложившаяся местность (район) Новая Подусовка. Пролегает от улицы Красносельского до леса.
Примыкают улицы Костромская, Орловская.

## История
Улица проложена в 1980 году, согласно решению горисполкома 08.10.1980 года, вместе в другими улицами 2-й очереди застройки Новой Подусовки.
Называлась улица Сабурова — в честь Героя Советского Союза Александра Николаевича Сабурова.
19 февраля 2016 года улица получила современное название — в честь украинского писателя, уроженца Черниговщины Филиппа Семёновича Морачевского, согласно Распоряжению городского главы В. А. Атрошенко Черниговского городского совета № 54-р «Про переименование улиц города» («Про перейменування вулиць міста»)

## Застройка
Парная и непарная стороны улицы заняты усадебной застройкой. Улицу сменяет просёлочная дорога в лесном массиве, за административной границей города.
Учреждения: нет. 